# Spoorlijn aansluiting Oberdüssel - Kettwig Stausee
De spoorlijn aansluiting Oberdüssel - Kettwig Stausee was een Duitse spoorlijn en was als spoorlijn 2724 onder beheer van DB Netze.

## Geschiedenis
Het traject werd in fases geopend:
- Oberdüssel - Wülfrath: 1 februari 1886
- Wülfrath - Velbert: 1 november 1888
- Velbert - Heiligenhaus: 1923
- Heiligenhaus - Kettwig: 3 augustus 1926

Thans is de volledige lijn opgebroken.

## Aansluitingen
In de volgende plaatsen was er een aansluiting op de volgende spoorlijnen:
Aansluiting Oberdüssel
DB 2723, spoorlijn tussen Wuppertal-Vohwinkel en Essen-Kupferdreh
Wülfrath
DB 2404, spoorlijn tussen Ratingen West en Wülfrath
Kettwig Stausee
DB 2400, spoorlijn tussen Düsseldorf en Hagen